# Bielatycze
Bielatycze (ukr. Білятичі, Bilatyczi) – wieś na Ukrainie, w obwodzie rówieńskim, w rejonie sarneńskim, w hromadzie Sarny. W 2001 liczyła 469 mieszkańców.
W okresie międzywojennym wieś znajdowała się w granicach II RP, wchodząc w skład gminy Lubikowicze w powiecie sarneńskim, w województwie wołyńskim.
W pobliżu miejscowości jest przystanek kolejowy Bielatycze.